# Josef Adamík
Josef Adamík (* 29. Juni 1947 Křemačov, Mohelnice, Tschechoslowakei; † 3. Juli 2009 Valašské Klobouky, Tschechien) war ein tschechischer Komponist, Musikpädagoge und Chorleiter.

## Leben
Josef Adamík erhielt von seinem Vater ersten Violinunterricht. Er studierte zwischen 1965 und 1969 am Konservatorium in Brünn Klavier bei Inessa Janíčkova und Komposition bei Bohuslav Řehoř (* 1938). An der Janáček-Akademie für Musik und Darstellende Kunst Brünn (JAMU), die er von 1969 bis 1974 besuchte, war er Schüler Miloslav lštvans. Er wurde an der JAMU graduiert. Die Sinfonie Nr. 1 war 1974 seine Diplomarbeit. Danach war er von 1974 bis 1987 als Lehrer und Chorleiter nach Valašské Klobouky, wo er an einer Volksschule mit künstlerischem Schwerpunkt unterrichtete. Es folgte von 1976 bis 1979 ein Aufbaustudium an der JAMU in experimenteller Komposition bei Alois Piňos und Ctirad Kohoutek. 1985 gab er auf Grund gesundheitlicher Probleme das Komponieren für 15 Jahre auf. 1987 unterrichtete er ein Jahr am Konservatorium von Kroměříž, ging darauf aber 1989 wieder nach Valašské Klobouky. Nach persönlichen Problemen begann er 1998 wieder mit dem Komponieren. Bis zu seinem Tod unterrichtete er in Valašské Klobouky.

## Werke (Auswahl)
- Paianus super Odam Pythicam für Orgel, 1970
- Suite für sechzehn Streichinstrumente, 1971/72
- Nebeské pastviny – Heavenly Pastures für Streichorchester, 1972
- Sinfonie für großes Orchester Nr. 1, 1974
- Monolog für Bassklarinette, 1975
- Stínování I für Flöte, zwei Violinen und Klavier, 1975
- Song, Text: Walt Whitman, Kantate für gemischten Chor, Posaune, Oboe und Schlagzeug, 1976
- Vox humana, Sonate für Fagott und Klavier, 1975/76 OCLC 11342081
- Quintett für Kinderinstrumente und Blasinstrumente (Horn, Fagott, Flöte, Oboe und Klarinette), entstand zwischen 1977 und 1979, Uraufführung 1979
- Z tajemné laboratoře v Bílých Karpatech, elektronische Musik, 1977–79
- Šlo povidlo na vandr, Zyklus von zwanzig Kinderliedern, begleitet von einem Klavier oder einem kleinen Kammerensemble, Text: Jan Vodňanský, 1979
- I stop somewhere waiting for you für sechs Männerstimmen, 1980, Uraufführung durch Vox Iuvenalis am 24. Juni 2018 in der Moritzkirche, Kroměříž,
- Nonett für Horn, Violine, Viola, Violoncello, Kontrabass, Fagott, Flöte, Oboe und Klarinette, 1981
- Grab von Sabbatai ben Kohen für Violine, 1981
- Sinfonie Nr. 2, 1983, Uraufführung: Staatsphilharmonie Brünn unter der Leitung von Petr Altrichter am 8. Juni 1984 in Brünn
- Sinfonie Nr. 3, 1984
- Vier Inventionen für Oboe solo, Uraufführung durch Milan Kaňák in Ostrava am 25. Oktober 1982
- Tance labilní a nepravděpodobné für zehn Spieler, 1984, Uraufführungskonzert des Verbandes tschechischer Komponisten und Konzertkünstler unter der Leitung von Petr Vronský am 10. Dezember 1986 in Brünn, eingespielt auf der CD Agon vom Contemporary Music Ensemble Prague bei Arta Records 1991
- Vzpomínky z lepší časy [Erinnerungen an bessere Zeiten], Klavierzyklus, 21 Teile, 1999, Uraufführung durch Eduard Spáčil in Pilsen am 6. Dezember 1999, zweite Aufführung in Prag am 7. Dezember 1999
- Il ritorno für Klarinette und Klavier, 1999 Uraufführung durch Kamil Doležal (Klarinette) und Hanuš Bartoň (Klavier) bei der 13. Ausstellung für Neue Musik in Brünn am 3. Oktober 2000 I Balletto II Bergamasca III Duetto IV Eco V Pastorale VI Ritornel I VII Ritornel II VIII Ritornel III IX Sinfonia
- Sinfonietta, Uraufführung am 6. September 2019 durch das Brno Contemporary Orchestra unter der Leitung von Pavel Šnajdr im Wenzelsdom von Olmütz.
- Monologue für Klarinette solo, Uraufführung am 19. Juni 2020 durch den Klarinettisten Jiří Mráz in der Kirche Johannes der Täufer in Kroměříž.
- Alternative Version des Bläserquintetts mit Kinderspielzeug
  - Fassung ohne Kinderspielzeug
- Sonatine für Soloflöte, 5 Sätze.
- Zwei Etüden für Fagott.
- Stillleben mit Klarinette, 3 Sätze.
- Choral für Waldhorn